# Karma w buddyzmie
Karma lub karman sanskr. कर्म (pali. kamma, chiń. 業 yè, kor. 업 ǒp, jap. gō, wiet. nghiệp) – jest podstawowym i bardzo ważnym pojęciem we wszystkich szkołach buddyzmu. Dosłownie słowo to oznacza "czyn" lub "działanie". W buddyjskim znaczeniu nie oznacza więc rezultatu, określanego jako owoc (pali, sanskryt: vipaka, chiński: 果 guǒ), efektu czy przeznaczenia. Prawo przyczyny i skutku zwane jest w języku pali kamma-vipaka (działanie-owoc) i mówi ono, że każde działanie ma swój skutek – dobre działania wracają jako szczęście, złe działania wracają jako cierpienie.

## Znaczenie
Karma oznacza tu zamierzone działanie, które stanowi przyczynę: korzystne (pali, sanskryt: kusala, chiński: 善業 shànyè) lub szkodliwe (pali, sanskryt: akusala, chiński: 惡業 èyè) i które przyniesie określony skutek. O moralnej wartości określonego działania decyduje towarzysząca mu w danej chwili wola (pali i sanskryt: cetana, chiński: 意趣 yìqù). Wola, która ma szkodliwe korzenie (pali, sanskryt: hetu też mula, chiński: 因 yīn): (1) pragnienie (pali, sanskryt: lobha lub tanha), (2) gniew (pali: dosa, sanskryt: dvesa), (3) niewiedzę (pali, sanskryt: moha lub avijja) przynosi szkodliwe owoce. Niewiedza oznacza tu wrodzoną nieznajomość Prawdy (pali: sacca), czyli Czterech Szlachetnych Prawd, Szlachetnej Ośmiorakiej Ścieżki, Trzech Cech Istnienia itd. Wola stowarzyszona z korzystnymi korzeniami (lub przyczynami), czyli z: (1) brakiem pragnienia (pali, sanskryt: alobha), czyli wyrzeczeniem, (2) brakiem gniewu (pali: adosa), czyli miłującą dobrocią (pali: metta, sanskryt: maitri), (3) mądrością (pali: amoha lub paññā, sanskryt: pradżnia) przynosi korzystne owoce.
Dziesięć rodzajów szkodliwych sposobów działania wymienianych jest pod nazwą pali: kamma-patha. Trzy złe działania ciała to: zabójstwo, kradzież i nieprawe współżycie płciowe. Cztery złe działania mowy to: kłamstwo, obmowa, nieuprzejma mowa i bezmyślna paplanina. Trzy złe działania umysłu to: pożądanie, gniew i nieprawdziwe poglądy. 
Cula-kammavibhanga Sutta podaje: "Istoty są właścicielami własnej karmy, spadkobiercami własnej karmy, ich karma jest łonem, z którego się odradzają, ich karma jest ich przyjacielem, ich schronieniem. Jakąkolwiek karmę wytwarzają – złą czy też dobrą – będą jej spadkobiercami."
"Ten, który zabija i jest okrutny idzie do piekła lub jeżeli odrodzi się pośród ludzi, będzie żył krótko. Ten, który torturuje innych, będzie cierpiał z powodu choroby. Gniewny będzie miał brzydki wygląd, zazdrosny będzie pozbawiony wpływów, skąpiec będzie biedny, uparty będzie miał niskie urodzenie, bezczynny będzie pozbawiony wiedzy. W przeciwnym wypadku człowiek będzie odrodzony w niebie lub jako człowiek będzie długo żył, będzie miał piękny wygląd, wpływy, szlachetne urodzenie i wiedzę." (Majjhima Nikāya 135)
Adhipateyya Sutta: "Zabijanie … kradzież … nieprawe współżycie seksualne … kłamstwo … oszczerstwo … obraźliwa mowa … głupia paplanina, gdy wytwarzane, kontynuowane i często powtarzane prowadzą do odrodzenia w piekle lub pośród zwierząt lub pośród duchów." (Anguttara Nikāya III 40)

## Podział
Karma ma charakter dynamiczny i w odniesieniu do czasu, w którym pojawia się karmiczny skutek wyróżnia się (1) karmę dojrzewająca podczas tego życia, (2) dojrzewająca w następnym odrodzeniu, (3) karma dojrzewająca w późniejszych odrodzeniach.
W odniesieniu do jej funkcji pisma Abhiddhammy Pitaki wyróżniają: (1) regenerującą (lub produktywną), (2) wspierającą (lub konsolidującą), (3) przeciwstawną (czyli tłumiącą), (4) niszczącą (lub zastępującą) karmę. Regenerująca wytwarza pięć skupisk istnienia (ciało, uczucia, percepcję, formacje mentalne i świadomość) – zarówno przy odrodzeniu, jak i podczas trwania życia. Wspierająca nie wytwarza skutków karmicznych, lecz jest w stanie jedynie podtrzymywać już wytworzone skutki karmiczne. Przeciwstawna karma równoważy lub tłumi inne skutki karmiczne. Niszcząca znosi wpływ słabszej karmy i wpływa jedynie na własny skutek.
Odnośnie do pierwszeństwa ich rezultatów rozróżnia się karmę: (1) ciężką, (2) nawykową, (3) bliską śmierci karmę i (4) nagromadzoną. Ciężka karma jest wynikiem tzw. pięciu haniebnych działań o natychmiastowym przeznaczeniu, czyli: (1) zabicie ojca, (2) zabicie matki, (3) zabicie arahata (świętego), (4) zranienie Buddhy, (5) spowodowanie podziału we wspólnocie mnichów. Ciężkie oraz nawykowe działania dojrzewają wcześniej niż lekkie i rzadko wytwarzane działania. Bliska śmierci karma, to znaczy korzystna i szkodliwa wola obecna bezpośrednio przed śmiercią, która często może być odbiciem wcześniej spełnionych dobrych i złych działań, jej znaku lub znaku przyszłego istnienia wytwarza kolejne odrodzenie. W przypadku jednak, gdy w momencie śmierci brak jest jakiegokolwiek z tych trzech działań (np. człowiek jest nieprzytomny), odrodzenie jest wytwarzane poprzez wcześniej nagromadzoną karmę. 
W kontekście buddyzmu japońskiego karma jest klasyfikowana też jako:
Doji no Inga (jap.) – przyczyna i skutek w tym samym czasie;
Iji no Inga – przyczyna w innym czasie niż skutek;
Inshokadai – mała przyczyna i rozległy skutek (im dłuższy upływ czasu pomiędzy przyczyną a skutkiem, tym większy skutek).

## Cztery cechy karmicznych czynów
1. Rezultaty powstałe z czynów karmicznych doświadczane są tylko przez istotę, która je wykonała (nikt nie może wyzwolić bądź zbawić nas z rezultatów naszych własnych działań karmicznych oraz owe rezultaty będą doświadczane tylko przez nas, a nie przez innych)
2. Działania karmiczne ściśle prowadzą do odpowiadających im rezultatów, których doświadczymy w przyszłości odpowiednio jako szczęście bądź cierpienie (nie ma tu miejsca na grzech i karę bądź przeznaczenie, gdyż jest to wyłącznie prawo przyczyn karmicznych wypracowanych z przeszłych odrodzeń, które warunkują obecne działania, a działania te w przyszłości zaowocują odpowiednimi rezultatami, tj. cierpieniem lub szczęściem, zgodnie z procesem Dwunastu ogniw współzależnego powstawania).
3. Wielce znaczący na naszą przyszłość rezultat może być wytworzony, gdy przeważy nawet niewielka przyczyna
4. Prawo działania przyczyn i rezultatów karmy nigdy nas nie zawiedzie bądź samo ulegnie zniknięciu (każde działanie karmiczne prowadzi do rezultatu karmicznego i przyczyn następnych działań, niewłaściwe działanie prowadzi do doświadczenia cierpienia w przyszłości, a właściwe do szczęścia)

## Opis niewłaściwych czynów
W buddyzmie wyróżnia się wiele zasad moralnych i opisane są one w kodeksie mnisim i osób świeckich Vinaji Pitaka (Koszu Dyscypliny) oraz w zbiorach nauk związanych z hinajaną, mahajaną i wadżrajaną. Owe zasady moralne wiążą się z buddyjską Szlachetną Prawdą o Ustaniu Cierpienia i stosowane są nie tylko w stosunku do ludzi (w przeciwieństwie do chrześcijańskiego dekalogu), ale do wszystkich "czujących istot" wliczając zwierzęta. Najbardziej uniwersalna lista wyróżnia 10 niewłaściwych czynów opisanych poniżej. 

### 10 niewłaściwych czynów
3 czyny ciałem:
1. zabijanie (z powodu przywiązania, gniewu lub głupoty)
2. kradzież (siłą, skrycie lub poprzez oszustwo)
3. niewłaściwe czyny seksualne (kazirodztwo, cudzołóstwo, z osobą nieletnią pod czyjąś opieką, z osobą utrzymującą odpowiednie ślubowania).

4 czyny mową:
1. kłamstwo (o domniemanych sukcesach, aby zranić innych lub dla własnej korzyści, bez powodu)
2. dzieląca mowa (rozbijająca przyjaźnie, insynuacje, pogłoski)
3. mowa sprawiająca krzywdy (otwarcie wypowiedziana, obrzydliwa, wypominająca błędy)
4. nieprzydatna mowa (omylna, bezmyślne plotki, nieodpowiednia lub niewłaściwa bez przygotowania dla słuchającego)

3 czyny umysłem:
1. chciwość (o swoje własności, o czyjeś własności, o bogactwa nienależące do nikogo, np. ziemia)
2. złe życzenia (z nienawiści, zawiści, głupoty, np. do niewłaściwej osoby)
3. błędne poglądy na temat prawd buddyjskich, takich jak karma, siunjata itp.

10 właściwych czynów wiąże się z porzucaniem 10 niewłaściwych czynów i wykonywaniem przeciwnych skutkiem czynów dla korzyści własnej bądź innych, np. zamiast okradania wykonuje się czyny związane z kultywowaniem szczodrości i pomocy dla potrzebujących.

## Jak powstaje karma?
Istoty poprzez swoje działania gromadzą wrażenia w umyśle, negatywne bądź pozytywne, w zależności od tego, czy są one pożyteczne dla innych istot czy też szkodliwe. Na skutek swojego czynu istota zasieje karmiczne nasiona w umyśle, jeśli obecne będę następujące czynniki:
1. Świadomość położenia, w jakim się znajduje
2. Zamierzenie popełnienia czynu i plan jego wykonania
3. Popełnienie czynu lub namówienie kogoś innego do jego popełnienia
4. Satysfakcja z rezultatów tego działania

W przypadku wystąpienia wszystkich czterech elementów ślad karmiczny jest najsilniejszy i rezultaty czynu będą najbardziej intensywne. Przykładowo: kierowca, który nieumyślnie spowodował wypadek samochodowy i ranił pieszego: (1) był świadomy, że pieszy może odczuwać cierpienie, (2) nie chciał go potrącić, (3) jednak zrobił to, (4) wcale nie był z tego zadowolony. W tym przypadku pozostawiony karmiczny ślad w umyśle niefortunnego kierowcy będzie tylko częściowy.

## Jak przeżywa się karmę?
Karma, zarówno ta przynosząca szczęście, jak i ta, która sprowadza cierpienie, wyraża się na czterech różnych poziomach:
- w tym, czego doświadczamy w czasie pomiędzy śmiercią a następnym odrodzeniem
- w ciele jakie uzyskujemy w wyniku odrodzenia – w jego zdrowiu, inteligencji, mocy i urodzie
- w otoczeniu, w jakim się odradzamy – kraj, kultura, rodzina i warunki życia codziennego
- poprzez skłonności i upodobania, które wnosimy w nowe życie

Do początku okresu dojrzewania istoty doświadczają głównie wrażeń związanych z ich poprzednim życiem. Następnie, aż do okresu dorosłości powstaje karma obecnego życia. Dorosłe życie tworzy zaś karmę przyszłego wcielenia i kiedy istoty dobiegają końca swego istnienia, widać już zazwyczaj, w jakim kierunku podąży następne odrodzenie.

## Nagromadzenie zasługi
Nagromadzenie zasługi (pali puñña) jest powszechnie stosowanym terminem określającym nagromadzenie przyszłych karmicznie korzystnych (pali, sanskr. kusala) działań. W Suttach therawady wymienione są trzy główne działania przynoszące zasługę: (1) Ofiarowywanie (lub szczodrość, pali, sanskr. dāna), (2) etyka lub moralność (pali, sanskr. sīla) i (3) rozwijanie umysłu (czyli medytacja, pali bhāvanā). Późniejsze pisma podają siedem kolejnych (pali dasa puñña): (4) okazywanie czci (pali apaciti), (5) służenie (pali veyyāvacca), (6) przekazywanie zasługi (pali pattānuppadāna), (7) cieszenie się z zasługi innych (pali abbhānumodana), (8) wyjaśnianie Doktryny (pali desanā), (9) słuchanie Doktryny (pali savana), (10) prostowanie własnego właściwego poglądu (oczyszczanie poglądów, ditthujukamma).

## Karma a doktryna braku-ja
Prawo przyczyny i skutku jest w buddyzmie bezosobowe a dla jego właściwego zrozumienia konieczna jest znajomość doktryny braku-ja (pali: anatta, sanskryt: anatman, chiński: 人空 rénkōng), która mówi, że w człowieku czy innej istocie, czyli w pięciu skupiskach (pali: khandha, sanskryt: skandha) – budujących ciało i umysł – nie można odnaleźć niczego co byłoby niezmienną, istniejąca niezależnie od innych rzeczy i niepodzielną osobowością, czy duszą (pali: atta, sanskryt: atman). Istoty są nagromadzeniem nietrwałych (pali: anicca) zjawisk, których istnienie jest wynikiem przeszłych działań, jest zależne od warunków (pali: paccaya) i podlegają procesowi ciągłej zmiany.
Visudhimagga podaje: "Oprócz Owocu Karmy, nie dostrzega on nikogo, kto by stał za czynem, żadnego otrzymującego. I z pełnym wglądem rozumie, że mądrzy stosują jedynie konwencjonalne nazwy, gdy mówią o jakimkolwiek działaniu, mówią o wykonującym czyn lub gdy mówią o otrzymującym skutek karmiczny, gdy ten powstaje."
W buddyzmie to Wgląd (pali: vipassana) w trzy cechy istnienia (nazywane też trzema Pieczęciami Dharmy dharma mudra): nietrwałość, brak zadowolenia i brak-ja prowadzi do wyzwolenia (pali: vimokkha, sanskryt: vimoksha). Jego trzy aspekty, nazywane też trzema "Bramami Wyzwolenia" to: nieuwarunkowane wyzwolenie (pali, sanskryt: animitta), wolne od pragnienia wyzwolenie (pali: appanihita, sanskryt: apranihita) oraz wyzwolenie pustki (pali: suññatā, sanskryt: śunyata).

## Pierwsza przyczyna istnienia
Prawo karmy wyklucza istnienie tzw. "pierwszej przyczyny". Według nauk buddyjskich ciąg przyczynowo-skutkowy istniał od zawsze. Według teorii Współzależnego Powstawania "pierwszym ogniwem" spośród dwunastu ogniw współzależnego powstawania opisującego proces istnienia Samsary jest niewiedza, ale uwarunkowana jest poprzednimi formami istnienia tj. odrodzeniami według prawa reinkarnacji poprzez prawo karmy i splamień. Visudhimagga podaje, że pragnienie i niewiedza są "szczególnymi przyczynami Karmy, które prowadzą do nieszczęśliwych i szczęśliwych przeznaczeń." W tym samym dziele podawane jest, że to niewiedza jest "nie posiadającą przyczyn korzeniem-przyczyną (pali hetu) świata". Sutry zaś (Majjhima Nikāya 9.) podają, że "Wraz z powstawaniem skaz (pali āsava) powstaje niewiedza." Asava to zmysłowe pożądanie (pali: kāmāsava), pożądanie wiecznego istnienia (pali: bhavāsava), błędne poglądy (pali: ditthāsava) oraz niewiedza (pali: avijjāsava). Nyanatiloka Mahathera w Słowniku buddyjskim podaje na ten temat niewiedzy, że: "w jako korzeń-przyczyna może ona być obrazowo przedstawiona jako Koło Istnienia". W poglądzie buddyjskim Madhjamaka na podstawie dowodzenia Nagardżuny ów brak "pierwszej przyczyny" jest jednym z głównych argumentów na rzecz "pustości" (siunjata) wszelkich przejawień zjawisk w ujęciu prawdy ostatecznej, co odnosi się do jeszcze bardziej dogłębnego zrozumienia prawa karmy.

## Przyczynowość na poziomie zewnętrznym/wewnętrznym a filozofie Zachodu
Na poziomie "zewnętrznym" oznacza to, że we wszechświecie zjawiska są współzależne i wzajemnie uwarunkowane, określone przyczyny powodują określone rezultaty, a znajomość tych powiązań jest kluczem do zrozumienia otaczającego świata. Zasada ta jest tożsama z podejściem zachodniej nauki.
W buddyzmie przyczynowość dotyczy również świata "wewnętrznego". Wszelkie działania podejmowane świadomie przez istoty, zarówno fizyczne, werbalne czy też mentalne, zostawiają w umyśle wrażenia, które powodują późniejsze skutki w postaci nawyków, tendencji i skłonności w umyśle. Od lat badaniem przyczynowości w umyśle zajmuje się także zachodnia psychologia i psychiatria. Według buddystów, znajomość umysłu i tego, jak on funkcjonuje, co można osiągnąć dzięki praktyce medytacji, prowadzi do osiągnięcia kontroli nad umysłem i wyzwolenia się z cierpienia.
Buddyjskie pojęcie karmy zakłada również, że "wewnętrzny" i "zewnętrzny" świat wzajemnie się warunkują, a umysły wszystkich istot na najgłębszym poziomie są od siebie nieoddzielne (nauka o braku ego). Brak ego oznacza, że istoty są jak fale na oceanie – jeśli nie widzą swojej głębi, nie rozpoznają tego, że wszystkie są oceanem. Działania altruistyczne bądź egoistyczne zasiewają w umyśle pewne wrażenia, które nie tylko tworzą konstrukcję psychiczną, ale również zewnętrzny świat. Tak więc działania dla pożytku i szczęścia innych sprowadzają na nas samych szczęście i powodzenie w przyszłości, natomiast działania szkodliwe dla innych są przyczyną naszych własnych przyszłych trudności i nieszczęść.

## Prawo karmy a pojęcie grzechu
W buddyzmie nie używa się pojęcia grzechu, gdyż zaprzecza to prawom karmy, reinkarnacji, siunjata, natura buddy. 
Prawo karmy wykazuje np. że rezultaty powstałe z danych czynów doświadczane są tylko przez istotę, która je wykonała i nikt nie może wyzwolić bądź zbawić z tego "z zewnątrz". 
Działania ściśle prowadzą do odpowiadających im rezultatów, które doświadczy się w przyszłości odpowiednio jako szczęście bądź cierpienie (w tym lub w przyszłych żywotach) również zgodnie z procesem reinkarnacji.
Owe prawo reinkarnacji jest sprzeczne z pojęciem "nieuchronności" grzechu. Wszystko jest współzależnie istniejące, tak że rezultaty, które "zaowocowałyby" cierpieniem w danym dogodnym do tego czasie, mogą być wyparte przez nowe działania, których rezultaty "zaowocują" szczęściem w tym właśnie czasie.
Ponadto prawo dwunastu ogniw współzależnego powstawania opisuje proces reinkarnacji tak, że pierwszym i fundamentalnym ogniwem jest niewiedza. Pod wpływem owej niewiedzy indywidualnie podlega się cierpieniu. Jeżeli się usunie ową niewiedzę, odkryte będzie nieuwarunkowane szczęście nirwany i wrodzona każdemu mądrość siunjata bycia w zgodzie z naturą rzeczywistości taką jaką jest, a nie jaką się tylko wydaje przejawiać pod wpływem splamień umysłu.

## Prawo karmy a fatalizm
W buddyjskiej karmie nie ma fatalizmu. Prawo karmy opisuje, że działania, których rezultaty „zaowocowałyby” cierpieniem w następnym odrodzeniu, mogą być wyparte przez nowe działania jeszcze przed śmiercią, których rezultaty „zaowocują” szczęściem w następnym odrodzeniu. W buddyzmie tybetańskim podkreślane jest ponadto, że na własną karmę można wpłynąć nawet po śmierci w stanie przejściowym bardo przed kolejnymi narodzinami (reinkarnacja), np. nie ulegając w stanie pośmiertnym bardo rozproszeniu, które prowadziłoby do niekorzystnego po nim odrodzenia.